# زایلینکس آی اس ای
 (Integrated Synthesis En Environment)Xilinx ISE یک ابزار نرم‌افزاری متوقف شده از Xilinx برای سنتز و تجزیه و تحلیل طرح‌های HDL است که در درجه اول توسعه سیستم عامل تعبیه شده برای خانواده‌های محصولات Xilinx FPGA و مدارهای مجتمع CPLD (IC) را هدف قرار می‌دهد. استفاده از آخرین نسخه منتشر شده از اکتبر ۲۰۱۳ برای برنامه‌نویسی درون سیستم از طرح‌های سخت‌افزاری قدیمی که حاوی FPGA و CPLDهای قدیمی اند ادامه دارد که در غیر این صورت توسط ابزار طراحی جایگزین Vivado Design Suite یتیم می‌شدند.
ISE توسعه دهنده را قادر می‌سازد تا طرح‌های خود را تلفیق ("کامپایل")، زمان را تجزیه و تحلیل، نمودارهای RTL را بررسی، واکنش یک طرح به محرک‌های مختلف را شبیه‌سازی و دستگاه مورد نظر را با برنامه‌نویس پیکر بندی کند. سایر اجزای ارسال شده با Xilinx ISE شامل کیت توسعه تعبیه شده (EDK)، یک کیت توسعه نرم‌افزار (SDK) و ChipScope Pro است. Xilinx ISE اصولاً برای سنتز و طراحی مدار استفاده می‌شود، در حالی که ISIM یا شبیه‌ساز منطقی ModelSim برای آزمایش سطح سیستم استفاده می‌شود.
همان‌طور که معمولاً در بخش اتوماسیون طراحی الکترونیکی تجاری معمول است، Xilinx ISE کاملاً با معماری تراشه‌های Xilinx سازگار است (داخلی آن بسیار اختصاصی است) و با محصولات FPGA سایر فروشندگان قابل استفاده نیست. با توجه به ماهیت بسیار اختصاصی خطوط تولید سخت‌افزار Xilinx، به ندرت می‌توان از گزینه‌های منبع باز برای ابزارهایی که مستقیماً از Xilinx تهیه می‌شوند، استفاده کرد اگرچه از سال ۲۰۲۰ برخی از تلاش‌های اکتشافی در حال انجام است.

## وضعیت میراث
از سال ۲۰۱۲، Xilinx ISE با ویژگی‌های اضافی به سود Vivado Design Suite که نقش همان ISE را دارد برای سیستم بر روی تراشه توسعه داده شده‌است. Xilinx آخرین نسخه ISE را در اکتبر ۲۰۱۳ (نسخه ۱۴٫۷) منتشر کرد و اظهار داشت که «ISE به مرحله پایدار چرخه عمر محصولات خود منتقل شده‌است و دیگر برنامه‌های ISE برنامه ریزی شده وجود ندارد.»

## رابط کاربری
رابط کاربری اصلی ISE Project Navigator است که شامل سلسله مراتب طراحی (Sources)، ویرایشگر کد منبع (Workplace)، کنسول خروجی (Transcript) و درخت فرایندها (Processes) است.
سلسله مراتب Design شامل پرونده‌های طراحی (ماژول‌ها) است که وابستگی آنها توسط ISE تفسیر می‌شود و به عنوان یک ساختار درختی نمایش داده می‌شود. برای طراحی‌های تک تراشه ممکن است یک ماژول اصلی وجود داشته باشد که سایر ماژول‌ها شامل ماژول اصلی می‌شوند مانند زیر برنامه ()main در برنامه‌های ++C. محدودیت‌های طراحی که شامل پیکربندی پین و نقشه‌برداری میشوددر ماژول‌ها مشخص شده‌است.
سلسله مراتب Processes عملیاتی را که ISE در ماژول فعال فعلی انجام می‌دهد، توصیف می‌کند. سلسله مراتب شامل توابع تلفیقی، توابع وابستگی آنها و سایر ابزارهای مفید است. این پنجره همچنین مشکلات یا خطاهایی را نشان می‌دهد که با هر عملکرد ایجاد می‌شوند.
پنجره Transcript وضعیت عملیات در حال اجرا را ارائه می‌دهد و مهندسان را در مورد مسائل مربوط به طراحی آگاه می‌کند. چنین موضوعاتی ممکن است فیلتر شوند تا هشدارها، خطاها یا هر دو را نشان دهند.

## شبیه‌سازی
آزمایش سطح سیستم ممکن است با ISIM یا شبیه‌ساز منطق ModelSim انجام شود و چنین برنامه‌های آزمایشی نیز باید به زبان‌های HDL نوشته شوند. برنامه‌های Test bench ممکن است شامل شکل موج سیگنال ورودی شبیه‌سازی شده یا مانیتورهایی باشد که خروجی دستگاه مورد آزمایش را مشاهده و تأیید می‌کنند.
از ModelSim یا ISIM می‌توان برای انجام انواع شبیه‌سازی زیر استفاده کرد:
- تأیید منطقی، برای اطمینان از اینکه ماژول نتایج مورد انتظار را ایجاد می‌کند
- تأیید رفتاری، برای تأیید مسائل منطقی و زمان‌بندی
- شبیه‌سازی مسیر و مکان و مسیر، پس از قرار دادن ماژول در منطق قابل تنظیم FPGA برای تأیید رفتار

## سنتز
الگوریتم‌های ثبت شده Xilinx برای سنتز این امکان را برای طراحی‌ها فراهم می‌کنند تا ۳۰٪ سریعتر از برنامه‌های رقیب باشند، و تراکم منطقی بیشتری را فراهم می‌کند که باعث کاهش زمان و هزینه‌های پروژه می‌شود.
همچنین با توجه به افزایش پیچیدگی پارچه FPGA از جمله بلوک‌های حافظه و بلوک‌های ورودی / خروجی، الگوریتم‌های سنتز پیچیده تری ساخته شده‌اند که ماژول‌های غیر مرتبط را به برش‌ها تقسیم می‌کنند و خطاهای پس از قرار دادن را کاهش می‌دهند
هسته‌های IP توسط Xilinx و سایر فروشندگان شخص ثالث برای پیاده‌سازی توابع سطح سیستم مانند پردازش سیگنال دیجیتال (DSP)، رابط‌های گذرگاه، پروتکل‌های شبکه، پردازش تصویر، پردازنده‌های تعبیه شده و وسایل جانبی ارائه می‌شوند. Xilinx در تغییر طرح‌ها از پیاده‌سازی مبتنی بر ASIC به اجرای مبتنی بر FPGA نقش اساسی داشته‌است.

## نسخه‌ها
نسخه اشتراک، نسخه مجاز Xilinx ISE است و یک نسخه آزمایشی رایگان برای بارگیری در دسترس است.
نسخه وب، نسخه رایگان Xilinx ISE است که بدون پرداخت هزینه قابل بارگیری و استفاده است. این برنامه سنتز و برنامه‌نویسی را برای تعداد محدودی از دستگاه‌های Xilinx فراهم می‌کند. به‌طور خاص دستگاه‌هایی که دارای تعداد زیادی پین ورودی / خروجی و ماتریس دروازه بزرگ هستند غیرفعال هستند.
خانواده FPGAهای اسپارتان ارزان قیمت و همچنین خانواده CPLD ها به‌طور کامل توسط این نسخه پشتیبانی می‌شوند به این معنی که توسعه دهندگان کوچک و موسسات آموزشی هیچ هزینه بالاتری از هزینه نرم‌افزار توسعه ندارند.
برای استفاده از نسخه وب Xilinx ISE که رایگان است و می‌تواند به تعداد نامحدود تمدید شود، ثبت نام مجوز لازم است.

## پشتیبانی دستگاه

### پشتیبانی سخت‌افزار
ISE از سری 7 Xilinx (به جز Spartan-7) و دستگاه‌های قدیمی از جمله CPLD (XC9500 و CoolRunner) پشتیبانی می‌کند. برای توسعه دستگاه‌های جدید Xilinx (سری UltraScale و +UltraScale)، باید Xilinx Vivado مورد استفاده قرار گیرد.

### پشتیبانی از سیستم عامل
Xilinx به‌طور رسمی از ایستگاه‌های کاری مایکروسافت ویندوز، Red Hat Enterprise 4، ۵ و ۶ (۳۲ و ۶۴ بیت) و SUSE Linux Enterprise 11 (۳۲ و ۶۴ بیت) پشتیبانی می‌کند. برخی توزیع‌های دیگر گنو / لینوکس می‌توانند Xilinx ISE WebPack را با برخی تغییرات یا پیکربندی‌ها از جمله Gentoo Linux، Arch Linux، FreeBSD و Fedora اجرا کنند.